# Berno

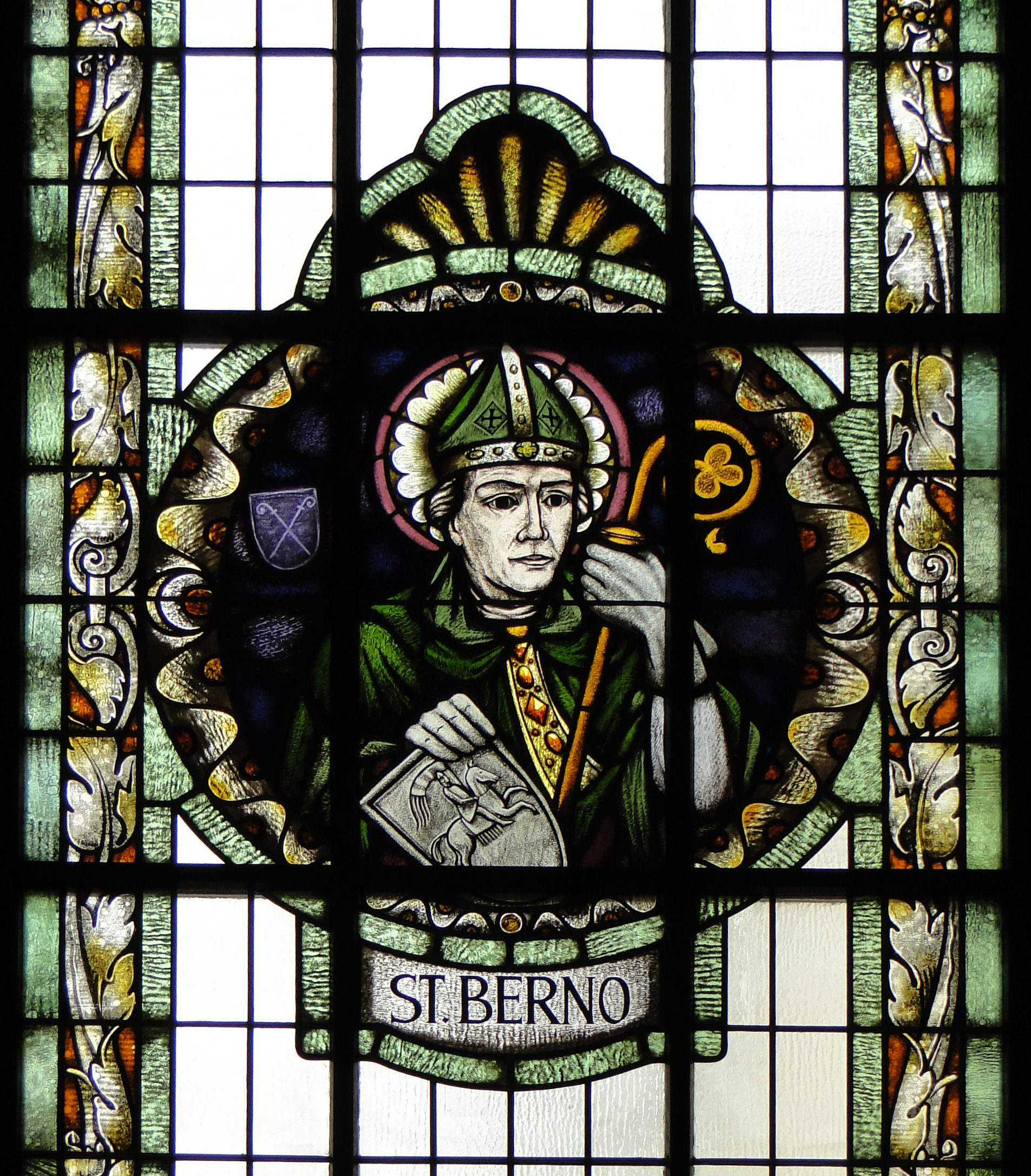
Bild Bernos auf einer Glasmalerei in der Propsteikirche St. Anna in Schwerin

Berno (* im 12. Jahrhundert; † 14. Januar 1191 in Schwerin) war der erste Bischof im Bistum Schwerin und wurde „Apostel der Abodriten“ genannt.

## Leben
Berno war 1154 noch Mönch des Zisterzienserklosters Amelungsborn im Bistum Hildesheim bei Stadtoldendorf im Weserbergland. Über seine Herkunft und Familie ist nichts bekannt. Er begann ab 1156 mit der Mission im Abodritenland, dem späteren Mecklenburg.
Heinrich der Löwe ernannte ihn zum Bischof von Mecklenburg, die Weihe erteilte wohl der Erzbischof  Hartwig von Bremen. Das genaue Jahr und der Tag der Weihe ist ebenso unbekannt wie der Ort der Konsekration. Eine bereits vorher beabsichtigte Mission von Bischof Emmehard war gescheitert. Emmehard starb 1155, der Bischofssitz blieb drei Jahre verwaist, demnach könnte die Weihe 1158 gewesen sein.
Am Beginn der Christianisierung hingen die Obodriten noch den wendischen Riten an, eine Missionierung war schwierig. Sie wehrten sich teilweise heftig gegen den christlichen Glauben. 1160 verlegte Berno den Bischofssitz wegen der ständigen Gefährdung von Mecklenburg mit allmählicher Umbenennung nach dem neuen Hauptort des Bistums, nach Schwerin. Im selben Jahr unterstellte Erzbischof Hartwig mit Zustimmung Heinrich des Löwen das Bistum Schwerin der Metropolitangewalt der Hamburger Kirche. Von Schwerin aus predigte Berno „kräftiger dem Volke, das in der Finsterniß saß, das Licht des Glaubens“.
Heinrich der Löwe hatte 1160 den Wiederaufbau der Burg Schwerin angeordnet und eine dauerhafte Besatzung unter Gunzelin von Hagen in die vormals abodritische Festung gelegt. Im Schutz dieser Burg entstand eine kleine christliche Gemeinde, die sich überwiegend aus der Burgbesatzung, aber auch aus Wenden zusammensetzte. Schon 1164 hatte Berno einige andere Geistliche bei sich. In den folgenden Jahren war Bischof Berno öfters in der Gesellschaft Herzog Heinrichs des Löwen, seines damaligen Gönners, zu finden, so im Juli 1163 in Lübeck anlässlich der Weihe des Lübecker Domes, an der auch Erzbischof Hartwig von Bremen sowie sein Mitsuffragan von Ratzeburg, der Prämonstratensermönch Evermod, teilnahm. Er selbst reiste persönlich durch das Land, um durch Kirchengründungen, Taufen und Predigten die Christianisierung voranzutreiben und kam dabei bis Demmin.
Der Obodritenfürst Pribislaw ließ sich nach seiner Niederlage gegen Heinrich den Löwen 1164 taufen, um mit seiner Dynastie zu überleben. Trotz gelegentlicher gewalttätiger Reaktionen der Bewohner setzte sich seitdem die Missionierung durch, so dass 1166 bereits die Ausdehnung des Bistums bis an die Mündung der Peene vorgesehen war. Das letzte bedeutende kultische Zentrum der Obodriten und aller anderen noch nicht christianisierten Wenden des südlichen Ostseeraumes lag im Stammesgebiet der Ranen auf Rügen. Deshalb beteiligte sich Berno 1168 gemeinsam mit Pribislaw, der als Lehnsträger Heinrich des Löwen dazu verpflichtet war, an der Seite des dänischen Bischofs Absalon von Lund von Roskilde an einem Zug zur Zerstörung der heidnischen Kultstätten und Götterbilder unter der Führung des dänischen Königs Waldemar I. Der Zug endete mit der Unterwerfung der rügischen Fürsten unter die dänische Lehnshoheit. Massenhaft mussten sich die Rüganer taufen lassen. Der festländische Bereich des unterworfenen Gebietes nördlich des Ryck wurde der Diözese Bernos unterstellt, doch konnte 1178 eine urkundliche Bestätigung der geistlichen Zuständigkeit für die Hälfte der Insel Rügen durch den Papst, wahrscheinlich wegen der Entmachtung Heinrichs des Löwen, nicht durchgesetzt werden.
Am 9. September 1171 weihte Berno unter großer Anteilnahme der weltlichen und geistlichen Großen feierlich in Schwerin die erste Kathedralkirche, den Schweriner Dom. Von einem Domkapitel konnte zunächst noch keine Rede sein, es ist erst 1178 urkundlich nachweisbar. Genannt wurden ein Magister Heribert sowie die Kanoniker Remigius, Berno und auch Brunward, der später Domdechant und Nachfolger Bischof Bernos wurde.
Große Erfolge hatte Berno mit den Gründungen von Klöstern. Hilfreich waren dabei besonders die Zisterzienser, die am 1. März 1171 auf Anraten und Ermuntern Bischof Bernos und Fürst Pribislaw das Kloster Alt-Doberan gründeten. In dem 1172 durch die dänische Abtei Esrom gegründete Kloster Dargun weihte Bischof Berno von Schwerin am 30. November 1173 in Gegenwart Abt Walberts von Esrom den ersten Altar in der Klosterkapelle zu Dargun und bestätigte dem Kloster Schenkungen Pribislaws und des pommerschen Fürsten Kasimirs I. Die Urkunde wurde aber erst 1178 ausgestellt. Am 24. Juni 1173 weilte Bischof Berno in Lübeck. Hier war er neben dem Prämonstratenserbischof Evermod von Ratzeburg Mitkonsekrator bei der Bischofsweihe des bisherigen Benediktinerabtes Heinrich von St. Aegidien zu Braunschweig, die der Havelberger Bischof Walo vollzieht.
Am 1. Februar 1177 hielt Berno eine Generalsynode tempore Alexandri pape, regnante Frederico imperatore piissimo in Schwerin ab. Eine für diese Zeit recht interessante Formulierung, da Papst Alexander erstmals in einer Urkunde Bernos neben dem regierenden Kaiser Friedrich genannt wurde.
Mindestens zwei Reisen Bischof Bernos nach Rom gelten urkundlich als gesichert. Von seiner ersten Reise Anfang des Jahres 1178 brachte Berno eine Bestätigungsurkunde für sein Bistum mit. Diese wurde zwischen dem 13. und dem 24. März 1178 in Rom im Namen und Auftrag des Papstes Alexander III. durch Albertus, Kardinalpriester und Kanzler der Heiligen Römischen Kirche ausgestellt. Am 1. und 2. Juni 1178 war Bischof Berno in der alten Bischofsstadt Chur, wo er den Chor und den Marienaltar in der dortigen Kathedrale weihte. Am 17. Juni 1178 weihte er im Benediktinerkloster Zwiefalten einen Altar zu Ehren der Gottesmutter. In der Zisterzienserabtei Kloster Eberbach weihte Bischof Berno am 21. Juli 1178 noch zwei weitere Altäre.
Im September 1178 lud Papst Alexander III. durch Nuntien die Geistlichkeit von Orient und Okzident und ganz Italien von Tusculum aus zum Besuch des dritten Laterankonzils ein. Bischof Berno war der einzige Teilnehmer aus der Bremer Kirchenprovinz. Während des Päpstlichen Konzil vom 5. bis 18. März 1179 in Rom unterzeichnete Berno dort am 15. März 1179 auch die Konzilsbeschlüsse. Am 14. Juni 1179 nahm Bischof Berno im Kloster Salem die Weihe des Hochaltars vor.  Pribislaw schenkte am 9. September 1171 dem Bistum Schwerin das Land Bützow (Terra Butissowe) mit der großen Hauptburg. Damit diente die fürstliche Burg am Hopfenwall ab 1180 unter Berno als bischöfliche Residenz.
Das letzte Jahrzehnt war für Berno und sein Bistum von Unruhen und politischen Veränderungen überschattet. Nach dem Sturz seines einstigen Gönners, Herzog Heinrich des Löwen, 1180 mit seiner Verbannung, verunglückte der Mecklenburger Fürst Pribislaw am 30. Dezember 1178 auf einem Turnier in Lüneburg tödlich. Die Niederlassung der Zisterziensermönche in Althof (Alt-Doberan) wurde am 10. November 1179 durch einen Überfall heidnischer Lutizen vernichtet. 1185 waren auch der deutsche Graf Gunzelin von Schwerin und der Papst Alexander III. gestorben.
Um Schutz und Sicherheit zu gewinnen, suchte Berno im November 1181 den Hoftag in Erfurt auf. Dort erhielt er am 2. Dezember 1181 eine kaiserliche Bestätigung über sein Stiftsgut. Den Hoftag zu Altenburg 1183 besuchte er ebenfalls und konnte damit seine Stellung sichern. Die Verhältnisse in Mecklenburg beruhigten sich erst später, obwohl das Christentum schon verbreitet war und seit 1181 mit Fürst Heinrich Borwin I., dem Sohn Pribislaw, einen tatkräftigen Fürsprecher hatte. 1186 erfolgte die Neuansiedlung des Konvents in Doberan wieder mit Mönchen aus dem Heimatkloster Amelungsborn.
Letztmals wurde Bischof Berno als Zeuge in einer Urkunde des Fürsten Nikolaus am 8. April 1189 für das Kloster Doberan genannt.
Wo Bischof Berno gestorben ist, ist nicht bekannt. Selbst der Tag seines Todes wird verschieden angegeben. Als begründeter Todestag war es wohl der 27. Januar 1191. Auch wo seine sterblichen Überreste beigesetzt wurden, ob in der Bischofskirche zu Schwerin oder inmitten seiner Ordensbrüder zu Doberan oder an einem anderen Ort, ist nicht überliefert. Neuere Urkundenrecherchen lassen eine Bestattung im Dom zu Schwerin vermuten. Ob Bischof Berno letztwillige Verfügungen getroffen hatte, ist ebenfalls nicht bekannt.

## Siegel

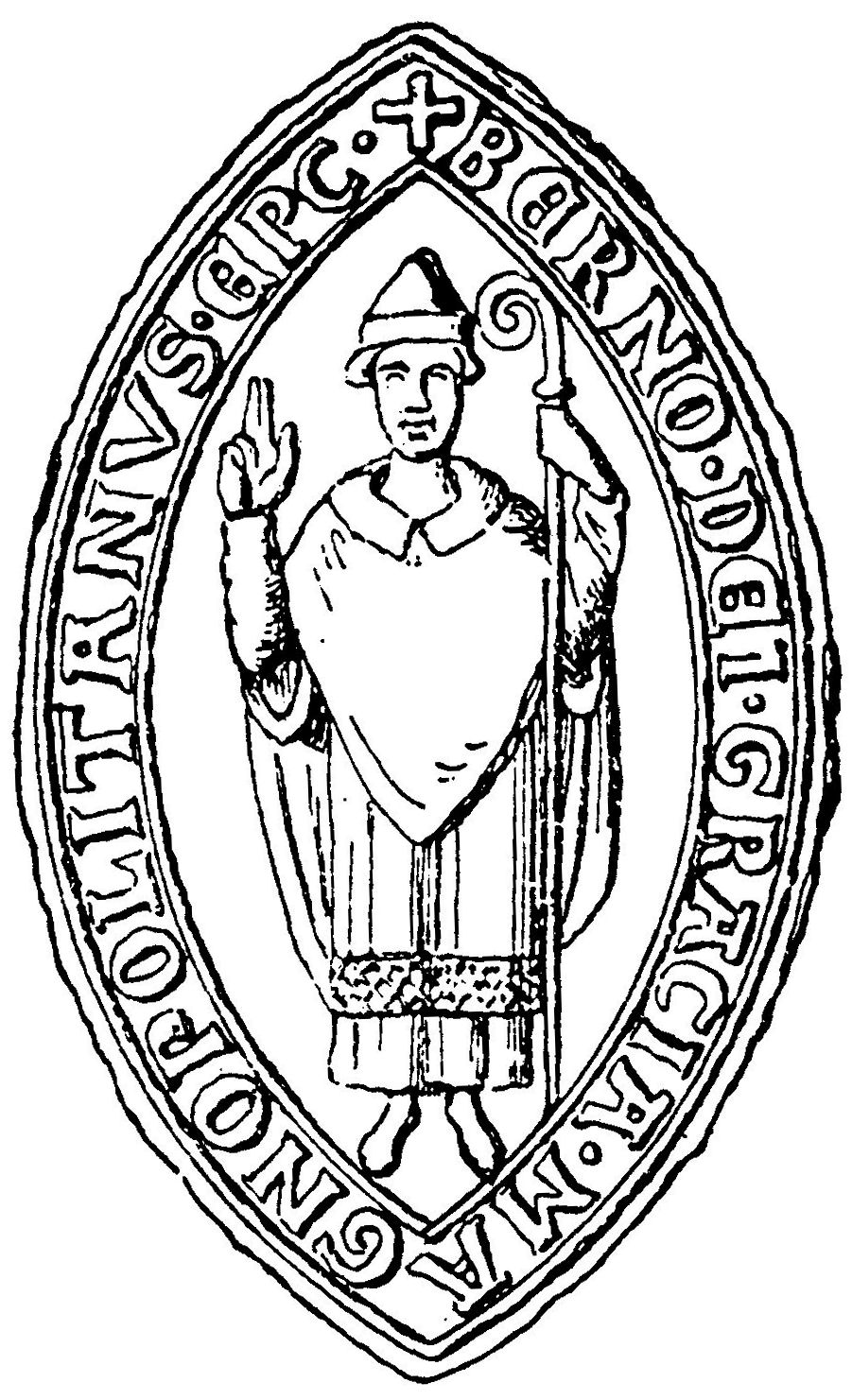
Bischofssiegel

Von Bischof Berno sind zwei verschiedene Siegel bekannt.
In dem elliptischen Siegel befindet sich ein stehender Bischof, die rechte Hand zum Segen erhoben, in der Linken den Bischofsstab haltend, die Krümme einwärts gerichtet. Die Umschrift lautet: + BERNO. DEI. GRACIA. MAGNOPOLITANUS: EPC:
Im zweiten Siegel ist ein thronender Bischof im Pontifikalgewand, in der rechten Hand den Stab, in der linken das Evangeliar tragend. Die Umschrift lautet: + Berno di gra magnopolitanus epc.
Es handelt sich um Bischof Bernos Siegel, das im Hochaltar des von ihm geweihten Chores der Kathedrale von Chur erhalten gebliebenen und noch vorhanden ist.